# Flaviellus perfimbriatus
Flaviellus perfimbriatus är en skalbaggsart som beskrevs av Gordon 1977. Flaviellus perfimbriatus ingår i släktet Flaviellus och familjen Aphodiidae. Inga underarter finns listade i Catalogue of Life.